# Die Todesliste
Die Todesliste (original: The Kill List) ist ein im Jahr 2013 im C. Bertelsmann Verlag erschienener Roman von Frederick Forsyth, der vor dem Hintergrund des islamistischen Terrorismus spielt.

## Handlung
Eine Reihe von Attentaten erschüttert die Vereinigten Staaten und das Vereinigte Königreich. Polizeiliche Untersuchungen ergeben, dass die Selbstmordattentäter von einem unbekannten islamistischen Hassprediger inspiriert wurden, der Videos seiner Predigten im Internet veröffentlicht. Der Prediger wird auf die sogenannte Todesliste des United States Joint Special Operations Command (JSOC) gesetzt. Ein Ex-Marine, genannt „Der Spürhund“, erhält den Auftrag, den Prediger ausfindig zu machen und zu töten.
Bei den Nachforschungen zeigt sich, dass die Identität des Predigers im Internet verschleiert wird. Seine IP-Adresse lässt sich nicht zurückverfolgen. Mit Hilfe eines jugendlichen Computergenies gelingt es dem Spürhund dennoch, den Rechner zu lokalisieren, von dem aus der Prediger seine Videos absendet: Er befindet sich in Kismaayo im südlichen Somalia.
Währenddessen wird ein schwedisches Frachtschiff von somalischen Piraten gekapert. Inkognito befindet sich der Sohn des Reeders an Bord, der eine seemännische Ausbildung durchlaufen soll. Er wird vom somalischen Warlord und Anführer der Piraten Al-Afrit in Geiselhaft genommen und gefoltert.
Mit einem Trick lockt der Spürhund den Prediger aus der Deckung: Er lässt ein Video produzieren und im Internet veröffentlichen, in dem ein Schauspieler den Prediger mimt. Der falsche „Prediger“ bereut im Video öffentlich seine Taten und ruft zur Vergebung und Versöhnung auf.
Der echte Prediger muss nun handeln. Als ihm (durch den „Spürhund“, was der Prediger jedoch nicht weiß), die Information zugespielt wird, dass der Sohn eines reichen Reeders von Al-Afrit gefangen gehalten wird, bietet er Al-Afrit an, ihm die Geisel abzukaufen. Er beabsichtigt, den Schweden vor laufender Kamera hinzurichten, um seinen Ruf als unbeugsamer Feind des Westens wiederherzustellen. Geld und Geisel sollen in einem Dorf in der somalischen Wüste ausgetauscht werden.
Drohnen lokalisieren die Fahrzeugkonvois des Predigers und des Warlords. Der Spürhund springt mit einer britischen Spezialeinheit in der Nähe des Dorfes ab und tötet in einem nächtlichen Angriff den Prediger im Zweikampf.